# Composizioni di Mihail Andricu per genere
Le composizioni di Mihail Andricu sono qui classificate secondo uno schema che le suddivide per genere.

## Balletti
- Cenusareasa, féerie Op. 11 (Cenerentola; 1929)
- Taina, Op. 17 (Il segreto; 1932)
- Luceafarul, Op. 60 (La stella della sera; 1951)

## Musica orchestrale
- 11 sinfonie
  - Sinfonia No. 1, Op. 30 (1943)
  - Sinfonia No. 2, Op. 46 (1947)
  - Sinfonia No. 3, Op. 54 (1949)
  - Sinfonia No. 4, Op. 76 (1954)
  - Sinfonia No. 5, Op. 78 (1955)
  - Sinfonia No. 6, Op. 82 (1957)
  - Sinfonia No. 7, Op. 85 (1958)
  - Sinfonia No. 8, Op. 91 (1960)
  - Sinfonia No. 9, Op. 101 (1962)
  - Sinfonia No. 10, Op. 112 (1968)
  - Sinfonia No. 11, Op. 116 In memoriam (1970)
- 4 suites
  - Suite No. 1, Op. 2 (1924)
  - Suite No. 2, Op. 16 (1932)
  - Suite No. 3, Op. 38 (1946)
  - Suite No. 4, Op. 62 (1952)
- 3 quadri sinfonici Op. 3 (1925)
- 3 sinfonie da camera
  - Sinfonia da camera No. 1, Op. 5 (1926)
  - Sinfonia da camera No. 2, Op. 98 (1961)
  - Sinfonia da camera No. 3, Op. 106 (1965)
- Leggenda, Op. 6 (1927)
- Serenata, Op. 9 (1928)
- Poema, Op. 13 (1929)
- Suite sinfonica Cenerentola, Op. 11 (1929; vedi balletto)
- 5 danze, Op. 17 (1932)
- Suita Brevis, Op. 21 (1935)
- 3 schizzi, Op. 22 (1935)
- 3 capricci, Op. 24 (1936
- Suite pitoreasca, Op. 25 (1937)
- 3 divertisment
  - Divertisment No. 1 per piccola orchestra, Op. 31 (1944)
  - Divertisment No. 2, Op. 88 (1959)
  - Divertisment No. 3, Op. 103 (1963)
- 13 sinfoniette
  - Sinfonietta No. 1, Op. 36 (1945)
  - Sinfonietta No. 2, Op. 40 (1946)
  - Sinfonietta No. 3, Op. 45 (1947)
  - Sinfonietta No. 4, Op. 73 (1953)
  - Sinfonietta No. 5, Op. 89 (1959)
  - Sinfonietta No. 6, Op. 100 (1962)
  - Sinfonietta No. 7, Op. 102 (1963)
  - Sinfonietta No. 8, Op. 108 (1966)
  - Sinfonietta No. 9, Op. 115 (1969)
  - Sinfonietta No. 10, Op. 117 (1970)
  - Sinfonietta No. 11 Perspective, Op. 118 (1971)
  - Sinfonietta No. 12 Evocari, Op. 119 (1971)
  - Sinfonietta No. 13, Op. 123 (1972)
- 4 impressioni, Op. 35 (1945)
- Suite orchestrale, Op. 41 (1946)
- 4 quadri rustici, Op. 48 (1948)
- Mars, Op. 50 (1950)
- Dans, Op. 51 (1950)
- Processione, Op. 52 (1951)
- 2 Ouverture
  - Ouverture No. 1, Op. 47 (1947)
  - Ouverture No. 2, Op. 56 (1949)
- 3 schizzi, Op. 59 (1951)
- Fantasia su temi popolari, Op. 61 (1951)
- Capriccio per orchestra popolare, Op. 63 (1952)
- Rapsodia, Op. 65
- Fanstasia rumena, Op. 70 (1953)
- 2 suites su canzoni popolari 
  - Suite su canzoni popolari No. 1, Op. 83 (1958)
  - Suite su canzoni popolari No. 2, Op. 84 (1958)
- Poema, Op, 110 (1967)
- Piccola suite orchestrale, Op. 111 (1967)
- 6 ritratti, Op. 113 (1968)
- Tipuri si Profiluri, Op. 120 (1971)
- Scurta povestire, Op. 121 (1971)
- 3 Bucolice, Op. 122 (1971)
- Reminiscente, Op. 124 (1972)
- 4 Imagini, Op. 125 (1972)
- 2 partite
  - Partita No. 1, Op. 127 (1973)
  - Partita No. 2, Op. 128 (1973)

## Per strumento solista e orchestra
- Poema per pianoforte, Op. 1 (1922)
- Fantasia per pianoforte, Op. 29 (1940)
- Poema per violoncello, Op. 33 (1944)
- Capriccio per pianoforte, Op. 42 (1946)
- Concerto per violino, Op. 93 (1960)
- Concerto per violoncello, Op. 94 (1961)

## Musica vocale
- Cantata festiva per coro e orchestra, Op. 53 (da Banus; 1950)
- Cintec de leagan per voce solista, coro e orchestra, Op. 57 (Ninna-Nanna; 1949)
- Prind visurile aripi per soli, coro e orchestra, Op. 86 (Afferro il sogno con le ali; 1959)
- cori e liriche

## Musica da camera
- 6 pezzi, Op. 92 (1961)
- Serenata per 14 strumenti, Op. 99 (1961)
- Ottetto per clarinetto, fagotto, corno e quintetto, Op. 8 (1928)
- Ottetto per fiati, Op. 90 (1960)
- Sestetto per pianoforte e fiati, Op. 20 (1934)
- 4 Novellettes per quintetto con pianoforte, Op. 4 (1925)
- 2 quintetti con pianoforte
  - Quintetto con pianoforte No. 1, Op. 27 (1939)
  - Quintetto con pianoforte No. 2, Op. 80 (1956)
- 2 quintetti per fiati
  - Quintetto per fiati No. 1, Op. 77 (1955)
  - Quintetto per fiati No. 2, Op. 79 (1956)
- Quartetto in La maggiore, Op. 14 (1930)
- 2 pezzi per quartetto, Op. 68 (1952)
- Quartetto con pianoforte, Op. 80 (1956)
- Quartetto per flauto. oboe, clarinetto e fagotto, Op. 104 (1963)
- 2 suite in trio
- Suite in trio per flauto, clarinetto e fagotto No. 1, Op. 28 (1939)
- Suite in trio per oboe, clarinetto e fagotto No. 2, Op. 34 (1944)
- Sonata per violino e pianoforte, Op. 33 (1944)
- Pastorale per oboe e pianoforte, Op. 67 (1952)
- 5 pezzi per viola e pianoforte
  - 2 pezzi per viola e pianoforte, Op. 95 (1961)
  - 3 pezzi per viola e pianoforte, Op. 97 (1961)
- 3 pezzi per violinoe pianoforte, Op. 96 (1961)
- 2 pezzi per violoncello e pianoforte, Op. 98 (1961)

## Per pianoforte
- Sonatina, Op. 12 (1929)
- 3 pezzi, Op. 18 (1933)
- 4 schizzi, Op. 19 (1934)
- Album, Op. 26 (1938)
- 3 suites
  - Suite No. 1, Op. 37 (1946)
  - Suite per pianoforte a 4 mani No. 2, Op. 42 (1946)
  - Suite No. 3, Op. 81 (1957)
- 3 studi, Op. 44 (1947)
- Sonata, Op. 55 (1949)
- 4 preludi, Op. 105 (1964)
- Nuove impressioni, Op. 109 (1965) [1]